# Institute for the Advancement of Philosophy for Children
Das Institute for the Advancement of Philosophy for Children (IAPC) wurde 1974 an der Montclair State University gegründet und ist auf dem Gebiet der Philosophie mit Kindern und Jugendlichen tätig. Das IAPC verfolgt im Wesentlichen drei Aufgaben: Das Erstellen von Bildungsprogrammen, deren Verbreitung und Forschung.

## Bildungsprogramme
- Veröffentlichen von Lehrplänen und Lehrervorbereitungen, Materialien im Bereich der Philosophie mit Kindern, Vorbereitung von Klassenzimmer-Dialogen, Förderung des mehrdimensionalen Denkens
- Übersetzung sowie kulturelle Anpassung und Veröffentlichung dieser Materialien durch IAPC Zentren
- Förderung von Foren für die beruflichen Entwicklung in diesen Bereichen
- Partnerschaften mit Schulen und anderen Institutionen, um Kurse und umfassende Programme in diesen Bereichen für Schüler aller Altersklassen zu führen
- Kooperationen mit Universitäten, die Kurse und Studiengänge im Bereich Philosophie mit Kindern anbieten
- Förderung von regionalen und internationalen Philosophie für Kinder Projekten

## Verbreitung und Berufliche Ausbildung
- Förderung der Arbeit des IAPC und ihrer Zentren durch Demonstrationen an Schulen und an anderen Orten zur Herstellung von verschiedenen Medien wie Websites, Broschüren, Newsletter, Konferenz-Displays, Fernseh- und Radioauftritte sowie anderer Medien
- Zur Verfügung stellen von Mitgliedschaften, Partnerschaften und andere Arten der Zugehörigkeit mit akademischen, beruflichen, Regierungs- und Nicht-Regierungs-Organisationen, deren Arbeit eng mit der Arbeit der IAPC zusammenhängt (z. B. American Philosophical Association, Philosophy of Education Society (USA/Vereinigtes Königreich), American Educational Research Association, UNESCO, International Federation of Philosophical Societies (FISP), Association for Practical and Professional Ethics, Squire Foundation, Landes- und Bundesbildungsministerien, New Jersey Association for Gifted Children, New Jersey Center for Character Education, New Jersey Network for Educational Renewal sowie nationale, regionale und internationale Organisationen im Bereich Philosophie mit Kindern).

## Forschung
- Ziel ist es, die Philosophie mit Kindern in der Lehre sowie in der pädagogischen Philosophie zu fördern, um die Verwendung von Philosophie für die Erhaltung von Bildungszielen wie kritisches, sozialdemokratisches und moralisch ästhetisches Denken zu unterstützen.
- Einladen von Gastwissenschaftlern, um am IAPC zu studieren und zu forschen.
- Erforschen von alternativen Ansätzen im Bereich der Philosophie für Kinder.
- Koordination dieser Arbeit unter IAPC Zentren, Universitäten mit Philosophie für Kinder Studiengängen, sowie regionale und internationale Organisationen im Bereich Philosophie für Kinder.
- Verbreitung von IAPC geförderter Forschung in akademischen und professionellen Spielstätten in Philosophie und Bildung

Neben der direkten Arbeit mit Schülern, arbeiten die Mitglieder des IAPC mit mehreren Personenkreisen, einschließlich der beruflicher und semi-professioneller Pädagogen, politischen Entscheidungsträgern sowie Dozenten und Studenten der Pädagogik, Philosophie und verwandter Disziplinen.